# Artem Besyedin
Artem Yuriyovych Besyedin (en ukrainien : Артем Юрійович Бєсєдін) est un footballeur ukrainien né le 31 mars 1996 à Kharkiv. Il évolue au poste d'attaquant à l'Omónia Nicosie, en prêt du Dynamo Kiev.

## Biographie

### En club
Besyedin est joueur du Dynamo Kiev depuis 2015.
Avec le Dynamo, il réalise le doublé Coupe/ Championnat d'Ukraine en 2021.

### En équipe nationale
International ukrainien, il reçoit sa première sélection en équipe d'Ukraine lors d'un match amical contre la équipe de Serbie le 15 novembre 2016,.
Il participe à l'Euro 2020 avec la sélection ukrainienne.

## Palmarès
Dynamo Kiev
| - Championnat d'Ukraine (1) : - Champion : 2020-21. - Coupe d'Ukraine (2) : - Vainqueur : 2019-20 et 2020-21. |